# Zedernbrot

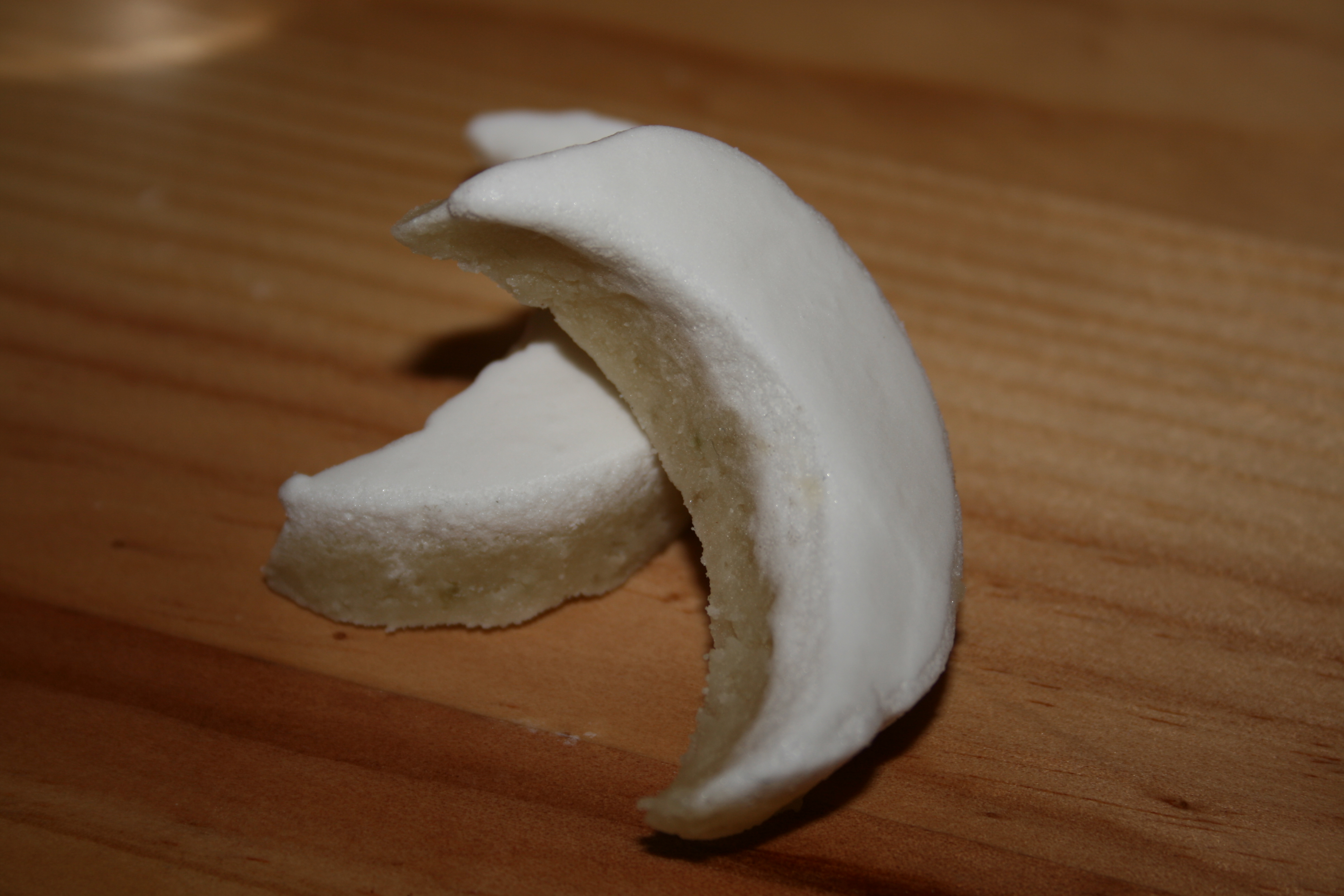
Zedernbrot in der traditionellen Mondform

Zedernbrot ist ein dem Zimtstern ähnliches Weihnachtsgebäck.
Der Name bezieht sich nicht auf Zedern, sondern auf die Zitronatzitrone, die in der italienischen Sprache wie die Zeder „cedro“ genannt wird.

## Beschaffenheit
Zedernbrot existiert mindestens seit Ende des 19. Jahrhunderts, wie ein Eintrag in einem Kochbuch aus dieser Zeit belegt. Es unterliegt dabei aber im Vergleich zum weitaus bekannteren Zimtstern keiner gesetzlichen Zutatenvorschrift. Das Zedernbrot grenzt sich zumeist durch seine Mondform und das Zugeben von Zitronensaft oder Zitronat im Grundteig ab. In einer geschlossenen Dose ist es etwa zwei bis drei Wochen haltbar.